# 巴尔比 (阿登省)
巴尔比（法語：Barby，法語發音：[baʁbi]）是法国大東部大區阿登省的一个市镇，属于勒泰勒区。

## 地理
巴尔比（49°31'19"N, 4°18'46"E）面积11.32 平方千米，位于法国大東部大區阿登省，该省份为法国北部内陆省份，西接埃纳省，南至马恩省，东临默兹省，北与比利时接壤。
与巴尔比接壤的市镇（或旧市镇、城区）包括：阿西罗芒斯、阿尔尼库尔、波尔西安堡、埃克利、埃纳河畔楠特伊、勒泰勒、索邦、泰济。

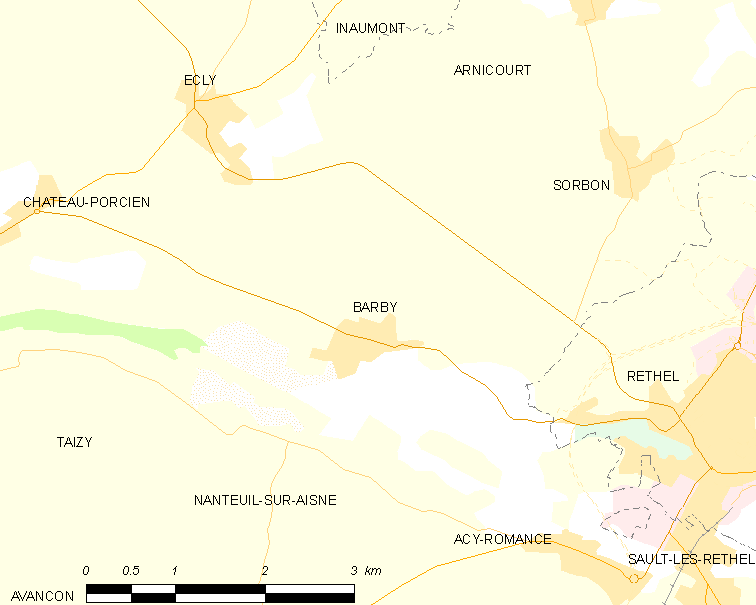
的OSM定位图

巴尔比的时区为UTC+01:00、UTC+02:00（夏令时）。

## 行政
巴尔比的邮政编码为08300，INSEE市镇编码为08048。

## 政治
巴尔比所属的省级选区为勒泰勒县。

## 人口

1962-2008年间人口变化图示

巴尔比于2022年1月1日时的人口数量为388人。